# 卫梅朵
卫梅朵（1890年—1931年），中国浙江省嵊县人，越剧演员，擅长小旦，为越剧小歌班时期四大名旦之首。
1890年生于中国浙江嵊县崇仁绕溪村。1931年因病去世。
他在越剧唱腔方面做了积极有益的探索。代表作有《珍珠塔》（饰陈翠娥）、《箍桶记》（饰演九斤姑娘）、《懒惰嫂》（饰演懒惰嫂）《孟丽君》（饰演孟丽君）、《龙凤锁》、《双金花》等。